# Everald Cummings
Everald Cummings (Port of Spain, 28 agosto 1948) è un allenatore di calcio ed ex calciatore trinidadiano, di ruolo centrocampista.

## Carriera

### Calciatore

#### Club
Formatosi in patria, Cummings nel 1967 si trasferisce negli Stati Uniti d'America per giocare negli Atlanta Chiefs. Con gli Chiefs ottenne il quarto posto della Western Division della NPSL, non riuscendo così a qualificarsi per la finale della competizione, poi vinta dagli Oakland Clippers. Con il sodalizio di Atlanta vinse la NASL 1968.
L'anno dopo giunge secondo in campionato come la stagione seguente, l'ultima in forza agli Chiefs.
Nella stagione 1972 passa al N.Y. Cosmos, con cui vince il suo secondo campionato nordamericano. Con i Cosmos, dopo aver vinto la Northern Division, si aggiudica il torneo, battendo in finale, che giocò subentrando a Wilberforce Mfum, il St. Louis Stars.
Nell'ultima stagione con i newyorchesi giunse invece a disputare le semifinali, perse contro i Dallas Tornado.
Nel 1974 si trasferisce in Messico per giocare nel Veracruz, club con cui ottiene l'ottavo posto del Gruppo 1 nella Primera División messicana.
Nella stagione 1976 passa al Boston Minutemen, con cui chiude il campionato all'ultimo posto della Nothern Division dell'Atlantic Conference.
Nel 1979 passa al Cleveland Force, club militante nel campionato indoor MISL. Con i Force ottiene l'ultimo posto della Central Division nella stagione 1978-1979.

#### Nazionale
Cummings ha militato nella nazionale di calcio di Trinidad e Tobago e nel 1965 fu tra i convocati per il torneo "Independence Football Festival", disputato a Kingston, Giamaica.

### Allenatore
Ritiratosi dal calcio giocato, Cummings divenne allenatore guidando nella prima metà degli anni ottanta del XX secolo alcuni club trinidadiani, vincendo un campionato nazionale ed una Trinidad & Tobago FA Cup con l'ASL Sports. Fu anche commissario tecnico della nazionale trinidadiana di calcio.

## Statistiche

### Cronologia presenze e reti in Nazionale
| Cronologia completa delle presenze e delle reti in nazionale ― Trinidad e Tobago | Cronologia completa delle presenze e delle reti in nazionale ― Trinidad e Tobago | Cronologia completa delle presenze e delle reti in nazionale ― Trinidad e Tobago | Cronologia completa delle presenze e delle reti in nazionale ― Trinidad e Tobago | Cronologia completa delle presenze e delle reti in nazionale ― Trinidad e Tobago | Cronologia completa delle presenze e delle reti in nazionale ― Trinidad e Tobago | Cronologia completa delle presenze e delle reti in nazionale ― Trinidad e Tobago | Cronologia completa delle presenze e delle reti in nazionale ― Trinidad e Tobago |
| Data                                                                             | Città                                                                            | In casa                                                                          | Risultato                                                                        | Ospiti                                                                           | Competizione                                                                     | Reti                                                                             | Note                                                                             |
| -------------------------------------------------------------------------------- | -------------------------------------------------------------------------------- | -------------------------------------------------------------------------------- | -------------------------------------------------------------------------------- | -------------------------------------------------------------------------------- | -------------------------------------------------------------------------------- | -------------------------------------------------------------------------------- | -------------------------------------------------------------------------------- |
| 13-1-1967                                                                        | Kingston                                                                         | Trinidad e Tobago                                                                | 2 – 1                                                                            | Antille Olandesi                                                                 | Qual- Campionato CONCACAF 1967                                                   | -                                                                                |                                                                                  |
| 16-1-1967                                                                        | Kingston                                                                         | Trinidad e Tobago                                                                | 2 – 4                                                                            | Haiti                                                                            | Qual. Campionato CONCACAF 1967                                                   | -                                                                                |                                                                                  |
| 20-1-1967                                                                        | Kingston                                                                         | Trinidad e Tobago                                                                | 2 – 1                                                                            | Cuba                                                                             | Qual. Campionato CONCACAF 1967                                                   | -                                                                                |                                                                                  |
| 17-11-1968                                                                       | Città del Guatemala                                                              | Guatemala                                                                        | 4 – 0                                                                            | Trinidad e Tobago                                                                | Qual. Mondiali 1970                                                              | -                                                                                |                                                                                  |
| 20-11-1968                                                                       | Città del Guatemala                                                              | Guatemala                                                                        | 0 – 0                                                                            | Trinidad e Tobago                                                                | Qual. Mondiali 1970                                                              | -                                                                                |                                                                                  |
| 23-11-1968                                                                       | Port-au-Prince                                                                   | Haiti                                                                            | 4 – 0                                                                            | Trinidad e Tobago                                                                | Qual. Mondiali 1970                                                              | -                                                                                |                                                                                  |
| 25-11-1968                                                                       | Port-au-Prince                                                                   | Haiti                                                                            | 2 – 4                                                                            | Trinidad e Tobago                                                                | Qual. Mondiali 1970                                                              | 1                                                                                |                                                                                  |
| 30-11-1969                                                                       | San José                                                                         | Giamaica                                                                         | 2 – 3                                                                            | Trinidad e Tobago                                                                | Qual- Campionato CONCACAF 1969                                                   | 1                                                                                |                                                                                  |
| 4-12-1969                                                                        | San José                                                                         | Costa Rica                                                                       | 5 – 0                                                                            | Trinidad e Tobago                                                                | Qual. Campionato CONCACAF 1969                                                   | -                                                                                |                                                                                  |
| 7-12-1969                                                                        | San José                                                                         | Trinidad e Tobago                                                                | 0 – 0                                                                            | Messico                                                                          | Qual. Campionato CONCACAF 1969                                                   | -                                                                                |                                                                                  |
| 29-11-1973                                                                       | Port-au-Prince                                                                   | Haiti                                                                            | 2 – 1                                                                            | Trinidad e Tobago                                                                | Campionato CONCACAF 1973                                                         | -                                                                                |                                                                                  |
| 4-12-1973                                                                        | Port-au-Prince                                                                   | Haiti                                                                            | 2 – 1                                                                            | Trinidad e Tobago                                                                | Campionato CONCACAF 1973                                                         | -                                                                                |                                                                                  |
| 10-12-1973                                                                       | Port-au-Prince                                                                   | Trinidad e Tobago                                                                | 1 – 0                                                                            | Guatemala                                                                        | Campionato CONCACAF 1973                                                         | 1                                                                                |                                                                                  |
| 14-12-1973                                                                       | Port-au-Prince                                                                   | Trinidad e Tobago                                                                | 4 – 0                                                                            | Messico                                                                          | Campionato CONCACAF 1973                                                         | 2                                                                                |                                                                                  |
| 17-12-1973                                                                       | Port-au-Prince                                                                   | Trinidad e Tobago                                                                | 4 – 0                                                                            | Antille Olandesi                                                                 | Campionato CONCACAF 1973                                                         | -                                                                                |                                                                                  |
| 15-8-1976                                                                        | Bridgetown                                                                       | Barbados                                                                         | 2 – 1                                                                            | Trinidad e Tobago                                                                | Qual. Campionato CONCACAF 1977                                                   | -                                                                                |                                                                                  |
| 31-8-1976                                                                        | Port of Spain                                                                    | Trinidad e Tobago                                                                | 1 – 0                                                                            | Barbados                                                                         | Qual. Campionato CONCACAF 1977                                                   | -                                                                                |                                                                                  |
| 14-9-1976                                                                        | Bridgetown                                                                       | Barbados                                                                         | 1 – 3                                                                            | Trinidad e Tobago                                                                | Qual. Campionato CONCACAF 1977                                                   | -                                                                                |                                                                                  |
| 14-11-1976                                                                       | Paramaribo                                                                       | Suriname                                                                         | 1 – 1                                                                            | Trinidad e Tobago                                                                | Qual. Campionato CONCACAF 1977                                                   | -                                                                                |                                                                                  |
| 28-11-1976                                                                       | Port of Spain                                                                    | Trinidad e Tobago                                                                | 2 – 2                                                                            | Suriname                                                                         | Qual. Campionato CONCACAF 1977                                                   | -                                                                                |                                                                                  |
| 18-12-1976                                                                       | Caienna                                                                          | Suriname                                                                         | 3 – 2                                                                            | Trinidad e Tobago                                                                | Qual. Campionato CONCACAF 1977                                                   | -                                                                                |                                                                                  |
| Totale                                                                           |                                                                                  | Presenze                                                                         | 21                                                                               |                                                                                  | Reti                                                                             | 5                                                                                |                                                                                  |

## Palmarès

### Giocatore
- Campionato NASL: 2

Atlanta Chiefs: 1968
New York Cosmos: 1972

### Allenatore
- Campionato trinidadiano di calcio: 1

ASL Sports: 1982
- Trinidad & Tobago FA Cup: 1

ASL Sports: 1982